# Buchteln

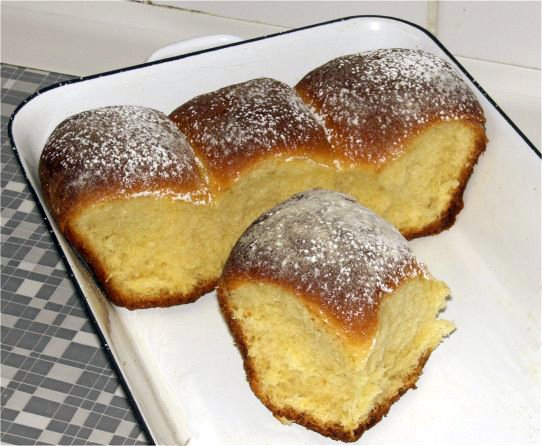
Buchteln austriaco en una fuente.

Los buchteln (en checo buchty, pronunciación: bújti) son tipo de pastel dulce con origen en Chequia hechos de masa con levadura y rellenos con mermelada (de ciruela sobre todo), semillas de adormidera, o requesón con pasas que se hornean. Se ponen uno al lado de otro. Después se untan con mantequilla líquida. Como la masa lleva levadura, crecen en el horno y por eso tienen forma cuadrada. El buchtel tradicional se rellena con powidl o lekvar. Los buchteln se cubren son vainilla, azúcar glas o bien se toman templados sin nada más.
El origen de la receta está en la región de Bohemia (Chequia) pero ocupan un lugar importante también en las cocinas austriaca, húngara y eslovaca. En Baviera se llaman rohrnudeln, en húngaro bukta y en checo y eslovaco buchty.
Los buchteln austriacos más famosos se sirven en el Café Hawelka de Vienna, donde se consideran una especialidad y se elaboran siguiendo una receta familiar secreta muy antigua.